# Vladimir Lučić (Basketballtrainer)
Vladimir Lučić (serbisch-kyrillisch Владимир Лучић) (* 4. Oktober 1982 in Čačak) ist ein serbischer Basketballtrainer.

## Werdegang
Lučić, der bei Borac Čačak Basketball spielte, wechselte bereits mit 21 Jahren ins Trainergeschäft. Er war von 2001 bis 2009 als Trainer im Jugendbereich des Vereins KK Beovuk in Belgrad tätig, von 2010 bis 2012 war er bei KK Žarkovo Belgrad für die Herren- sowie eine Jugendmannschaft zuständig, in der Saison 2012/13 war er erstmals Trainer im Ausland und betreute in Rumänien die Mannschaft des Zweitligisten Concordia Chiajna. Er führte Concordia zum Erstligaaufstieg und hatte die Mannschaftsleitung auch zu Beginn des Spieljahres 2013/14 inne, ehe es im November 2013 zur Trennung kam.
Seine nächste Arbeitsstelle trat Lučić im Januar 2014 an, als er Trainer des österreichischen Bundesligisten Arkadia Traiskirchen wurde. Nach dem Ende der Saison 2014/15 wurde sein auslaufender Vertrag von den Niederösterreichern aus wirtschaftlichen Gründen nicht verlängert. Im November 2015 kehrte er in Traiskirchen ins Amt zurück, um seinen erkrankten Nachfolger Franz Zderadicka zu vertreten. Lučić erreichte mit Traiskirchen im Verlauf der Saison 2015/16 das Halbfinale um die österreichische Meisterschaft, hernach endete die Zusammenarbeit.
Ab Januar 2017 arbeitete Lučić beim serbischen Zweitligisten Sloboda Užice. 2018 führte er die Mannschaft in die höchste Spielklasse Serbiens und dort in der Saison 2019/20 auf den zweiten Platz. Damit erlangte man die Teilnahmeberechtigung für die grenzübergreifende zweite Klasse der Adriatischen Basketballliga. Anfang November 2020 wurde er in Užice entlassen und nahm nur wenige Tage später das Angebot an, KK Vršac in der ersten serbischen Liga zu betreuen. Dort blieb er bis zum Saisonende 2020/21. Er wurde im Sommer 2021 von Honvéd Budapest (Ungarn) verpflichtet. Lučić betreute Honvéd zu Beginn des Spieljahres 2021/22 bis Oktober 2021, im November 2021 wurde er vom deutschen Zweitligisten SC Rasta Vechta als Trainer verpflichtet. Er führte die in Abstiegsgefahr geratenen Niedersachsen zum Klassenerhalt, damit endete im April 2022 seine Amtszeit in Vechta.
Mit dem Beginn der Saison 2022/23 war er als Trainer des serbischen Erstligisten KK Čačak 94 tätig, nach neun Niederlagen aus zehn Spielen kam es Ende November 2022 zur Trennung. Im Sommer 2023 wurde er Trainer wieder von KK Sloboda Užice in Serbien, der mittlerweile in der ersten Liga spielte. Im Oktober 2024 wechselte er innerhalb des Landes zu KK Joker Sombor. Im Januar 2025 kam es zur Trennung.